# Ruisseau de Planchetorte
Le ruisseau de Planchetorte est un ruisseau français du département de la Corrèze, affluent rive gauche de la Corrèze et sous-affluent de la Dordogne par la Vézère.

## Géographie
Le ruisseau de Planchetorte prend sa source vers 280 mètres d'altitude sur la commune de Jugeals-Nazareth, deux kilomètres et demi au nord du bourg, à l'ouest du lieu-dit Combefosse. 
En limite sud de Brive-la-Gaillarde, il est rejoint en rive gauche par son principal affluent, le Courolle, et passe à l'est de l'ancien aérodrome de Brive-Laroche.
Les deux derniers kilomètres de son parcours s'effectuent le long de l'autoroute A20. Il se jette dans la Corrèze en rive gauche, à plus de 100 mètres d'altitude, sur la commune de Brive-la-Gaillarde, au lieu-dit la Marquisie, entre l'autoroute et la ligne de chemin de fer.
Le ruisseau de Planchetorte est long de 9,9 km.

### Affluents
Parmi les cinq affluents du ruisseau de Planchetorte répertoriés par le Sandre, le plus long est le Courolle avec 4,8 km, en rive gauche.

### Département et communes traversés
À l'intérieur du département de la Corrèze, le ruisseau de Planchetorte n'arrose que deux communes, :
- Jugeals-Nazareth (source)
- Brive-la-Gaillarde (confluence avec la Corrèze)

## Débit
À sa confluence avec la Corrèze, le débit pluri-annuel sur 10 ans (Q10) du Planchetorte est de 24 m3/s ; le Q50 de 38 m3/s ; et le Q100 de 45 m3/s. En 1960 le débit a atteint 67 m3/s, et en 2001 34 m3/s.

## Environnement
La vallée de Planchetorte forme sur 479 hectares une zone naturelle d'intérêt écologique, faunistique et floristique (ZNIEFF). On y trouve des espèces végétales rares en Limousin, comme l'anogramme à feuilles minces (Anogramma leptophylla), la capillaire de Montpellier (Adiantum capillus-veneris) ou le millepertuis à feuilles linéaires (Hypericum linarifolium).

## Histoire
La vallée de Planchetorte est un haut-lieu de la Préhistoire comparable au site des Eyzies, avec une centaine de grottes dont de nombreuses sont des sites préhistoriques ; aucune autre région triasique n'offre une concentration d'habitats préhistoriques aussi importante. La grotte de Font-Robert et la grotte de Font-Yves ont donné leurs noms à deux types de pointe,. Certaines grottes ont été découvertes seulement récemment, comme la grotte Bouyssonie en 2005. La grotte de Chanlat, découverte en 1924 par l'abbé Bardon a livré deux couches d'Aurignacien et des pierres gravées aurignaciennes types : ours gravé sur une face et mammouth sur l'autre, et « une plaquette de schiste présentant les traces de la silhouette d'un ours ou d'un rhinocéros ».
Noter aussi, dans la vallée de la Courolle, la grotte du Bos del Ser et la grotte Dufour,,.